# Alexander Graham Bell
Alexander Graham Bell (n. 3 martie 1847, Edinburgh, Regatul Unit al Marii Britanii și Irlandei – d. 2 august 1922, Beinn Bhreagh⁠(d), Nova Scotia, Canada) a fost un om de știință, inventator și inginer american de origine scoțiană, care în anul 1876 a brevetat pentru prima dată în istorie un dispozitiv capabil să emită și să recepționeze cuvintele rostite, telefonul. În transmițător undele sonore loveau o diafragmă flexibilă de care era atașat un magnet permanent.

## Biografia
Pe bunicul său îl preocupă tehnica vorbirii, fiind interesat de un sistem fonetic de scris universal (alfabetic fonetic). Îl urmează pe tatăl său care este profesor și predă la "House Academy pentru tehnica vorbirii și muzică" din Elgin Scoția, mai târziu predă la "University College pentru tehnica vorbirii" din Londra. Graham studiază până în anul 1870 anatomia și fiziologia glasului uman. Părăsește Anglia 1870 împreună cu tatăl său care dorește clima mai sănătoasă a Canadei, după ce doi frați ai lui Graham mor de tuberculoză.
Descoperirea istorică a telefonului în 1876 care după introducerea în sistemul de comunicație internațional fiind la început firma "Bell Telephone Company", devenind ulterior un concern gigant de comunicație AT&T. În anul 1876 se căsătorește cu fiica surdă a unui partener de afaceri Hubbard, căsătorie din care va avea două fiice și doi fii care mor în copilărie.
În anul 1882 primește cetățenia americană și, până la moartea sa, se ocupă mai ales cu studiul eugenic al surzeniei Francis Galton (1822-1911) care este de fapt o fază preliminară a studiilor genetice la om.

## Alexander Graham Bell și telefonul

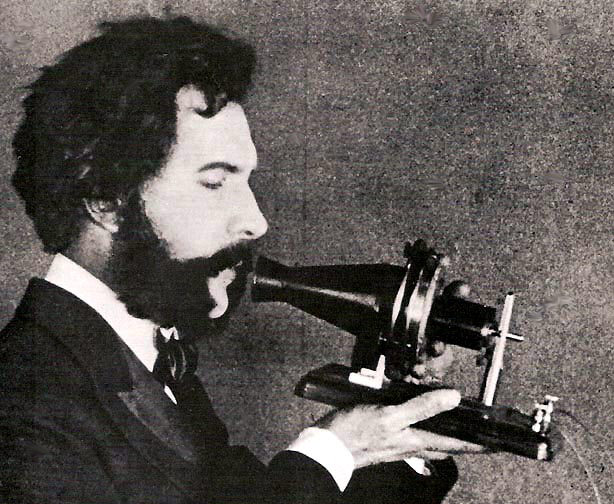
Bell vorbește la Telefon

Deja în 1861 profesorul german Johann Philipp Reis descoperise un "aparat de vorbit la distanță" care funcționa, mulțumindu-se cu acesta și fără a căuta perfecționarea lui. La scurt timp după aceasta, Elisha Gray și Antonio Meucci experimentează in USA transmiterea sonoră prin cabluri electrice.
In anul 1873 Bell încearcă să perfecționeze "telegraful harmonic". Aceste experimentări ale lui au folosit mai târziu la înregistrarea sonoră. Construiește "fonoautograful" care înregistrează tonul pe un cilindru înnegrit cu funingine.
Directorul școlii "Clarke School for the Deaf" "Gardiner Greene Hubbard" și "Thomans Sanders" aflând de cercetările "telegrafului harmonic", oferă finanțarea lor. Bell descoperă întâmplător transmiterea tonului, cu toate că nu reușește din nou să-l reproducă. La 14 februarie 1876 i se acordă patentul pentru descrierea fenomenului, cu solicitarea de a trimite un aparat care funcționează. Alexander Graham Bell a experimentat cu aparatul inventat de profesorul german Johann Philipp Reis. Reis a și denumit aparatul inventat "Telephon" și este inventatorul inițial al aparatului de telefon construit în Germania deja în octombrie 1861. Bell a depus pe data de 14 februarie 1876 cererea de patent în America. După patentul acordat greșit lui Bell aparatul lui nu putea sa funcționeze niciodată. Un fapt care a dus la mari controverse.
Acordarea falsă a patentului lui Graham Bell are loc cu câteva ore înaintea lui Elisha Gray. Gray a realizat perfecționarea aparatului construit de profesorul de fizică Reis și a prezentat, spre deosebire de Bell, un aparat în stare de funcționare. Bell a prezentat și el un aparat în stare de funcționare mult mai târziu, după acordarea oficială a patentului, dar acest aparat nu era construit după patentul acordat inițial lui Bell. Aparatul lui Bell construit după patentul depus inițial nu putea să funcționeze. Deci și acordarea patentului și denumirea de inventator al telefonului sunt greșite. După această realizare (descoperire este un termen fals) Bell ajunge împreună cu Thomas Sanders și Gardiner G. Hubbard proprietarul "Bell Telephone Company".